# Brachynemurus abdominalis
Brachynemurus abdominalis är en insektsart som först beskrevs av Thomas Say 1823.  Brachynemurus abdominalis ingår i släktet Brachynemurus och familjen myrlejonsländor. Inga underarter finns listade i Catalogue of Life.